# Ахзивленд
Ахзивленд — виртуальное государство, якобы расположенное между Нагарией и ливанской границей на западном побережье Израиля, основанное Эли Авиви в 1971 году. Микрогосударство продвигается Министерством туризма Израиля.

## Нахождение
Самопровозглашённое государство расположено недалеко от руин Ахзива, древнего поселения на побережье Средиземного моря в Западной Галилее, от которого и произошло название, примерно в 5 км к северу от Нагарии. Неподалеку находятся национальный парк, полевая школа и руины старой деревни Аз-Зиб, которая была захвачена бригадой Кармели во время арабо-израильской войны 1948 года.

## Галерея

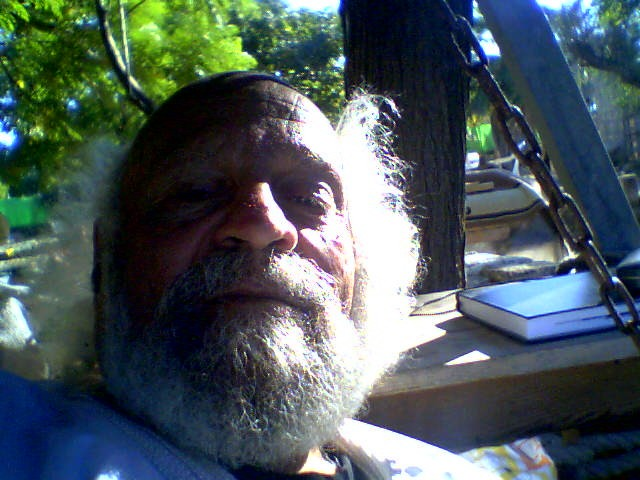
Эли Авиви — президент Ахзивленда
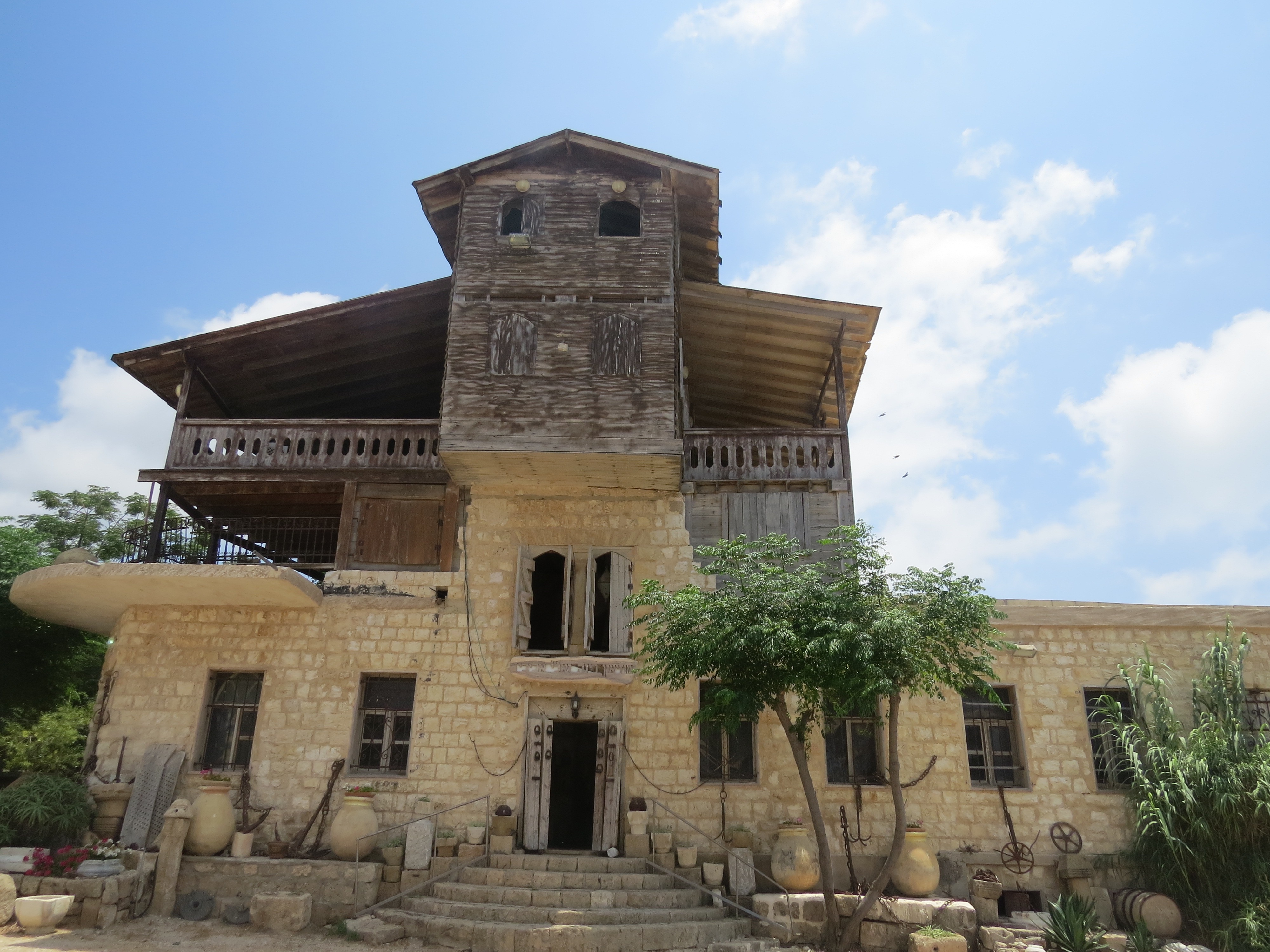
Музей Ахзивленд